# Turmalina Paraíba
Turmalina Paraíba é um tipo de turmalina de cor verde-azulada descoberta no sertão da Paraíba, na Região Metropolitana de Patos, no Brasil. 
Além do distrito de São José da Batalha (município de Salgadinho), turmalinas parecidas foram encontradas depois também no estado do Rio Grande do Norte e subsequentemente na Nigeria e em Moçambique.
Também chamada de turmalina azul, conquistou o mercado internacional virando modismo principalmente na Europa. A raridade, cor e brilho da pedra são os principais responsáveis por sua alta cotação, de acordo com a Companhia de Desenvolvimento de Recursos Minerais da Paraíba (CRDM). Casas de joalharia como Dior, Tiffany e H.Stern chegaram a vender joias de até R$3,07 milhões com apenas uma turmalina.

## Características

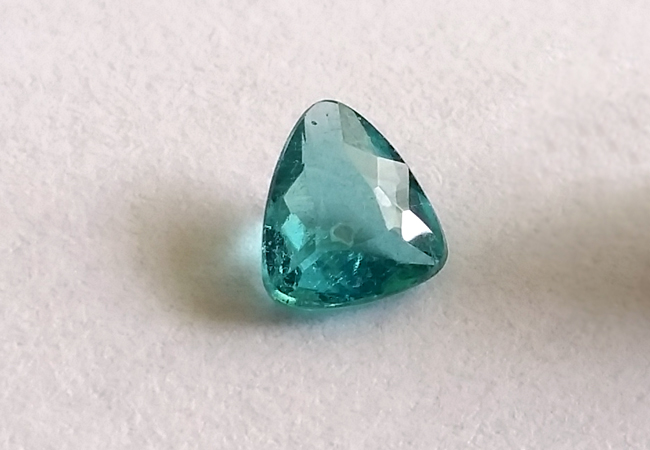
Turmalina Paraíba brasileira

Pode ser encontrada em quase todas as cores do arco-íris e contém uma grande quantidade de cobre, ferro e manganês. É uma das pedras mais caras do planeta: 1 quilate (0,2 gramas), custa em média 30 mil dólares, contudo, dependendo da característica da gema, pode chegar à casa dos 100 mil dólares.
A turmalina é tecnicamente uma elbaíta que contém cobre (0.37-2.38 % de CuO por peso) a de onde deriva sua cor verde-azulada brilhante.  Apesar de ocorrer naturalmente em vários tons distintos, após tratamento com calor as pedras adquirem tons mais verde-azulados pela redução dos íons de Mn3+ (que produzem coloração rosada) para Mn2+ (sem atividade corante notável), enqunato o conteúdo de cobre não se altera.   Ainda que o tratamento de calor seja prevalente, algumas pedras naturais tem as mesmas cores das tratadas. 
A identificação da origem da pedra pode ser feita por análise de elementos traço, como estrôncio, cobre, zinco, gálio, estanho e chumbo usando técnicas como espectrometria de massas por plasma acoplado indutivamente (ICP-MS).   A detecão de cobre é uma das técnicas usadas para avaliar a pedra em laboratórios de gemologia.

## História
Em 1982, Heitor Dimas Barbosa, que já havia trabalhado com turmalinas no estado de Minas Gerais, notou a presença de inclusões brilhantes em um minério de pegmatite trazido da região de Salgadinho (próximo a Taperoá e Juazeirinho) pelo garimpeiro paraibano Jose Pereira.  Após um tempo de procura, pedras semelhantes foram encontradas em rochas de manganotantalite  na Serra da Frade,  e aumentaram a equipe de prospecção, achando entre 1985 e 1987 turmalinas de diversas colorações. Em 1987, então, foi encontrada a primeira amostra com a cor verde-azulada "elétrica" característica da turmalina paraíba.
Em 1988, então, a mina foi registrada oficialmente junto ao Departamento Nacional de Produção Mineral, que se tornou depois a Agência Nacional de Mineração (ANM). As primeiras abordagens de mineração foram com ferramentas manuais e, ocasionalmente, com o uso de dinamite.
O nome Paraíba vem do estado onde ela foi descoberta, a Paraíba. .

## Jazidas

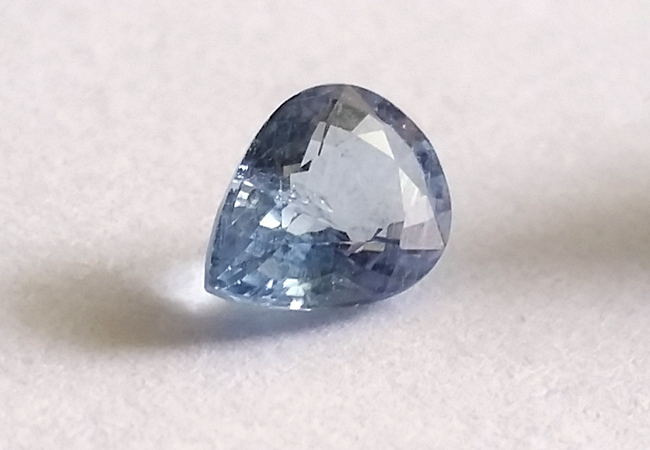
Turmalina Paraíba de Moçambique

Além da Paraíba, mais três lugares do mundo produzem esse tipo de turmalina: no Brasil, no Rio Grande do Norte; e na África, na Nigéria e em Moçambique. As minas do Rio Grande do Norte ficam em Alto dos Quintos e Mulungu, proximas ao município de Parelhas,. 
A mina de São José da Batalha continua sendo considerada a que produz a pedra de maior qualidade.
A maioria dos locais de mineração brasileiros são depósitos primários em pegmatita com instrusões de quartzitos ou metaconglomerados de há entre 530 a 480 milhões de anos. 